# Never Say Never (пісня Джастіна Бібера)
«Never Say Never» (укр. Ніколи не кажи ніколи) — пісня канадського співака Джастіна Бібера. Пісня стала саундтреком фільму Малюк-каратист, і містить реп-інтермедії зірки фільму Джейдена Сміта. Спочатку ризиковане демо із сексуальним тестом було записано у виконанні американського співака Тревіса Гарланда, яке написали та спродюсували The Messengers та Омарр Рамберт. Однак з невідомих причин Бібера обрали для запису пісні для фільму. Він переписав пісню разом із The Messengers, Рамбертом, Смітом та його вокальним продюсером Куком Гарреллом, щоб зробити натхненний текст, аби максимально наблизити до теми фільму. Пісня містить R&B та попелементи у поєднанні із хіп-хопом.
Пісня вийшла для цифрового завантаження у США 8 червня 2010 року. Пісня пізніше ввійшла як акустичний трек до реміксового альбому My Worlds Acoustic (2010), а також як акустичний трек і сингл до компіляційного альбому My Worlds: The Collection (2010). Для просування однойменного концертного 3D-фільму Джастін Бібер: Ніколи не кажи ніколи, пісня вийшла як провідний сингл і єдиний сингл з другого реміксового-альбому Бібера Never Say Never: The Remixes.
«Never Say Never» увійшов до першої двадцятки чартів Канади, Норвегії та Нової Зеландії, топ-сорок чарту Австралії, а також на інших міжнародних хітпарадах. Після того, як він вийшов як провідний і єдиний сингл альбому Never Say Never: The Remixes, сингл досяг восьмої сходинки чарту Billboard Hot 100, ставши другим синглом Бібера у першій десятці чарту США. Музичне відео на пісню режисера Honey, Сміт та Бібер в студії звукозапису грають і танцюють, у поєднанні зі сценами з фільму. Він виконував цю пісню на шоу Today та під час свого концертного туру My World Tour. Сміт приєднався до Бібера під час концерту туру в Медісон-сквер-гарден, щоб виконати пісню для сцен фільму Джастін Бібер: Ніколи не кажи ніколи.

## Створення
Демозапис пісні «Sexy Together» спочатку записали Майк Чілтон і Тревіс Гарленд (із близьким другом Майка Чаком, який співав на беквокалі). Як повідомляється, пісню переписали її оригінальні автори Адам Мессінгер, Насрі, Омарр Рамберт та його вокальний продюсер Кук Гаррелл, тоді як Сміт додав рядки. Каріна Адлі Макензі з Zap2it віддала перевагу версії Бібера та Сміта, відзначивши: «Недарма Біб[ер] пропустив цю версію — це загальний тягомотина. Ви могли б подумати, що пісня про смерть буде цікавішою, ніж пісня про маленьких дітей, які займаються карате… але ні.» Бібер натякнув на співпрацю, опублікувавши в своєму Твіттері промофото себе та Сміта, а також написав, що відео з прем'єрою пісні відбудеться перед виходом «Somebody to Love», другого сингла із його дебютного студійного альбому My World 2.0. Вихід пісні підтвердився, коли був опублікований список саундтреків до фільму. Зрештою, прем'єра синглу відбулася в iTunes у США 8 червня 2010 року.

## Композиція
«Never Say Never» є поп-R&B треком, який поєднаний із елементами хіп-хопу. Відповідно до інформації, опублікованої на вебсайті Musicnotes.com видавництва Sony/ATV Music Publishing, «Never Say Never» має тактовий розмір ціла нота із темпом у 80 ударів на хвилину, що описується як «стійкий, не надто швидкий». Він написаний в тональності ля мінор, а вокал охоплює діапазон від низької ноти G3 до високої ноти C6. Пісня має акордну прогресію Am–C–G–D, Бібер виконує провідний вокал у пісні, тоді як Сміт виконує реп-інтермедії. Пісня є «мотиваційним треком», що містить натхненну лірику, де Бібер співає про життя, сповнене лиха, зокрема, у рядках: «Я ніколи не думав, що можу пройти через вогонь / Ніколи не думав, що можу отримати опік / ніколи бракувало сил піднятися вище» (англ. I never thought that I could walk through fire / I never thought that I could take the burn/ never had the strength to take it higher). Idolator назвав пісню як дружню версію пісні Eminem «Lose Yourself». У рядках Сміта згадується його батько, а також каламбур у фразі «вихований силою [Вілла] волі» (англ. raised by the power of Will). Він також згадує свою родину, говорячи: «Народжений від двох зірок, тому я приземлююсь на Місяці» (англ. Born from two stars so the moon's where I land), оскільки він є сином Вілла Сміта та Джади Пінкетт-Сміт, які обоє є зірками Голлівуду. Сміт також згадує Люка Скайвокера та Кобі Браянта у своїх рядках.

## Реакції критиків
Шима Майя з AOL Radio Blog дала позитивний відгук про пісню, назвавши її «сплеском сексуальної енергії», і зазначивши: «Навіть у порівнянні із саундтреком у виконанні Lady Gaga, Джона Меєра та Red Hot Chili Peppers, цей сингл… безперечно виділиться як флагманський гімн фільму». Амар Туор із AOL Radio Blog також зробив комплімент Біберовому «шовковисто-гладкому голосу, який вже став торговою маркою». Моніка Еррера з Billboard заявила, що навички Сміта читати реп можуть конкурувати з навичками його батька — колишнього репера. E! Online написав: «І хоча деякі можуть згадати „Parents Just Don't Understand“, ми вважаємо, що Великий Віллі буде абсолютно не радий репу Джейдена». Марія-Мерседес Лара з Celebuzz сказала: «Не робіть припущень про підозріло-кумівські обставини, пов'язаними з появою Джейдена в пісні Бібера: дитина насправді хороша». Лара також відзначила, що Бібер «повинен стежити, що за його спиною висхідна зірка Джейден». Tiger Beat написав, що редакції сподобалася пісня, і що вона має «чудовий ритм».

## Позиції в чартах
17 червня 2010 року пісня дебютувала на тридцять третій сходинці чарту Billboard Hot 100 та на сімнадцятій сходинці чарту Hot Hot Digital Songs, з продажами у 76 000 копій. Пісня стала дев'ятим поспіль релізом Бібера у топ-40 чарту Billboard. У Канаді пісня дебютувала на одинадцятій позиції чарту Canadian Hot 100. Сингл дебютував на сорок п'ятій сходинці чарту Australian Singles Chart, а наступного тижня піднявся до восьмої сходинки, тоді як у новозеландському чарті New Zealand Singles Chart пісня дебютувала на дванадцятому місці. Новозеландська асоціація компаній звукозапису 5 червня 2011 року сертифікувала «Never Say Never» як золотий сингл, із продажами у 7 500 примірників. У норвезькому чарті Norwegian Singles Chart пісня дебютувала на вісімнадцятій сходинці і протрималася у ньому тиждень. Дебютувавши на сімдесят п'ятій позиції австрійського чарту Austrian Singles Chart, наступного тижня сингл досяг свого піку на сорок шостій сходинці чарту. У нідерландському чарті Dutch Single Top 100 пісня піднялася до сімдесятої сходинки, провівши чотири тижні в чарті. У чарті Tip charts в обох бельгійських регіонах пісня зайняла другу і п'яту сходинки.

## Просування
Музичне відео на сингл зняв режисер Хані. Події музичного відео відбуваються в студії і містить героїчну концепцію, за якою Бібер і Сміт співають пісню та граються, що переривається сценами з фільму. У кліпі Бібер з'являється в мотоциклетній куртці та високих кросівках. Студійні сцени включають також Бібера, що демонструє рухи карате, він і Сміт танцюють джеркін і їдять Twizzlers. На відео також показані кадри вправи бій з тінню, та те як Сміт виконує «безліч бойових рухів» у фільмі. Ближче до кінця кліпу Бібер робить круговий удар ногою.
Кадри для музичного відео безпосередньо взяті з фільму Малюк-каратист, який був повністю знятий у Пекіні, і Джекі Чан заграв «містера Хана», наставник, який тренує Сміта протягом усього фільму. Сюжет фільму включає сцені зі Смітом, який дивиться на будівлю штаб-квартири CCTV, знімання вуличних сцен у Пекіні, зліт і посадку літака Boeing 747-400 авіакомпанії Air China та сцену навчання біля Великого китайського муру. Основна сюжетна лінія розповідає про персонажа Сміта, який змагається за прихильність китайської дівчини і отримує відсіч від іншого залицяльника. Зрештою Сміт виграє бій проти свого суперника і завойовує прихильність дівчини. І Волл-стріт джорнел Online, і E! Online відзначили низьку вартість виробництва кліпу. Кайл Андерсон з MTV News високо оцінив кліп, назвавши його Біберовим останнім «відео, що привертає увагу», і жартома заявив: «Як відео, яке містить бої, це досить сильне рішення, і воно приєднується до списку чудових відео, орієнтованих на боротьбу». Оглядач Idolator сказав, що вони були вражені ходами Сміта та «круговими ударами ногою» Бібера. Дописувач журналу Tiger Beat сказав: «Відео таке миле — ми любимо, коли Джастін і Джейден дуркують в кінці!»
Бібер виконав пісню 4 червня 2010 року на шоу Today як частину попурі, що складалася із «Baby», «Somebody to Love» та «One Time». Пісня стала частиною лайнапу світового концертного туру Бібера My World Tour. Сміт та Бібер виконали пісню 31 серпня 2010 року, разом із Ашером, Майлі Сайрус, Ludacris та Boyz II Men, з метою знімання сцени для майбутнього 3D-концертного фільму.
Для просування свого реміксового альбому My Worlds Acoustic, а також майбутнього фільму, Бібер зняв кліп на пісню. Прем'єра відео відбулася під час третьої гри Світової серії 2010 з бейсболу. На відео Бібер стоїть на бейсбольному полі і одягнений в одяг обох команд серії, у капелюх Сан-Франциско Джаєнтс і куртку Техас Рейнджерс. Сцени, в яких Бібер співає на полі, змінюються сценами з гравцями, які б'ють м'яч і сидять на лаві запасних, а також Бібер грає на гітарі. В інтерв'ю Бібер сказав, що відео надихнуло його на любов до спорту.

## Чарти та сертифікації
| Чарт (2010–11)                                         | Найвища позиція |
| ------------------------------------------------------ | --------------- |
| Австралія (ARIA)                                       | 17              |
| Австрія (Ö3 Austria Top 75)                            | 31              |
| Бельгія (Ultratop Flanders)                            | 26              |
| Бельгія (Ultratop Wallonia)                            | 31              |
| Бразилія (Billboard) Hot 100 Airplay                   | 98              |
| Канада (Canadian Hot 100)                              | 11              |
| Чехія (IFPI)                                           | 57              |
| Франція (SNEP)                                         | 93              |
| Ірландія (IRMA)                                        | 40              |
| Нідерланди (Mega Single Top 100)                       | 70              |
| Нова Зеландія (RIANZ)                                  | 20              |
| Норвегія (VG-lista)                                    | 18              |
| Велика Британія (UK Singles) (Official Charts Company) | 34              |
| США (Billboard Hot 100)                                | 8               |
| США (Latin Pop Airplay) (Billboard)                    | 31              |
| США (Mainstream Top 40) (Billboard)                    | 32              |

| Країна        | Сертифікація  |
| ------------- | ------------- |
| Австралія     | 2× Платиновий |
| Канада        | Платиновий    |
| Нова Зеландія | Золотий       |
| США           | 5× Платиновий |

## Радіо та історія випуску
| Країна | Дата          | Формат     |
| ------ | ------------- | ---------- |
| США    | 25 січня 2011 | Mainstream |
| США    | 25 січня 2011 | Rhythmic   |

| Країна | Дата          | Формат               | Лейбл               |
| ------ | ------------- | -------------------- | ------------------- |
| США    | 8 червня 2010 | Цифрове завантаження | Island Records RBMG |
| США    | 25 січня 2011 | Цифрове завантаження | Island Records RBMG |